# West Point (Utah)
West Point és una població dels Estats Units a l'estat de Utah. Segons el cens del 2000 tenia 6.033 habitants.

## Demografia
Segons el cens del 2000, West Point tenia 6.033 habitants, 1.645 habitatges, i 1.495 famílies. La densitat de població era de 324,4 habitants per km².
Dels 1.645 habitatges en un 58,3% hi vivien nens de menys de 18 anys, en un 82,2% hi vivien parelles casades, en un 6,1% dones solteres, i en un 9,1% no eren unitats familiars. En el 7,2% dels habitatges hi vivien persones soles el 2,2% de les quals corresponia a persones de 65 anys o més que vivien soles. El nombre mitjà de persones vivint en cada habitatge era de 3,67 i el nombre mitjà de persones que vivien en cada família era de 3,86.
Per edats la població es repartia de la següent manera: un 38,3% tenia menys de 18 anys, un 9,9% entre 18 i 24, un 30% entre 25 i 44, un 17% de 45 a 60 i un 4,9% 65 anys o més.
L'edat mediana era de 27 anys. Per cada 100 dones de 18 o més anys hi havia 102,3 homes.
La renda mediana per habitatge era de 56.985 $ i la renda mediana per família de 58.869 $. Els homes tenien una renda mediana de 40.770 $ mentre que les dones 26.343 $. La renda per capita de la població era de 18.080 $. Entorn del 2,9% de les famílies i el 3,9% de la població estaven per davall del llindar de pobresa.

## Poblacions més properes
El següent diagrama mostra les poblacions més properes.